# Mauston, Wisconsin
Mauston là một thành phố thuộc quận Juneau, tiểu bang Wisconsin, Hoa Kỳ. Năm 2000, dân số của thành phố này là 3740 người.